# Myiotheretes
Myiotheretes là một chi chim trong họ Tyrannidae.